# Krisztián Vermes
Krisztián Vermes (Budapest, 7 luglio 1985) è un ex calciatore ungherese, di ruolo difensore.